# Longaví
Longaví (del mapudungún: Longko kavi ‘caví principal’) es una comuna y ciudad de Chile, ubicada en la provincia de Linares, en la Región del Maule, en la zona central de Chile. 
Se emplaza en el sector oriente del Valle Central, destacando en ella la presencia de ríos como el Achibueno, Longaví y Liguay.
Hacia la Cordillera de los Andes se observa una gran cantidad de cerros y colinas boscosas que dan paso a montañas nevadas, siendo el principal atractivo el Nevado de Longaví. Debido a su aproximada cercanía a la ciudad de Chillán, desde este sector también son visibles los Nevados de Chillán, cordón montañoso característico de esta zona de la Región del Maule y la Región de Ñuble.

## Historia
La comuna de Longaví se encuentra ubicada en lo que antiguamente era la Hacienda de Longaví, la cual había sido dada a la Compañía de Jesús en 1639. Tras la expulsión de éstos, asume la propiedad el señor Mateo Sotomayor. En 1904 se conforma la Villa de Longaví, la cual sería oficialmente fundada en 1937.
Desde el punto de vista histórico y desde el inicio de la colonización de sus tierras, en la zona de Longaví se formaron dos grandes estancias: primero, la estancia de Catentoa durante el gobierno de Rodrigo de Quiroga (1575-1580), a la cual estuvo íntimamente unida desde su creación la Estancia Real o de Vacas del Rey, fundada por Alonso de Ribera en su primer período de gobierno (1601-1605); y en segundo lugar, la estancia o hacienda LongavÍ propiamente tal, formada por las mercedes de tierras que dieron en diferentes épocas los gobernadores a la Compañía de Jesús, y la que tuvo en su poder como dueños absolutos hasta el año 1767.
El primer gobernador del reino que inició las mercedes de tierras a los Jesuitas en Longaví fue Francisco Laso de la Vega. Efectivamente, por título fechado en 29 de mayo de 1639, les dio una buena porción de tierra longaviana cuyo número de cuadros no se puede precisar por desconocer el título original. Al mes siguiente, la autoridad máxima de la congregación tomó posesión de sus tierras ante el corregidor, capitán Andrés García de Neira, acaudalado terrateniente maulino que tenía el dominio de la gran estancia de San Nicolás de Libún, en la margen derecha del río Maule.
Muy pronto a esta primera merced siguieron otras que fueron incrementando la superficie de las tierras. El gobernador Francisco López de Zúñiga, marqués de Baides, muy afecto a la Compañía de Jesús, les proporcionó en 1641 una extensión de 1500 cuadras contiguas a la merced de Laso de la Vega. La toma de posesión se hizo, en esta ocasión, ante el corregidor de Maule el capitán Cristóbal de Amaya. Posteriormente, durante el Gobierno interino de Alonso de Córdoba y Figueroa, ampliamente vinculado a la tierra maulina por su cónyuge que pertenecía a los Salgado de Ribera, dueños de las tierras de Llollehue, les hizo merced de dos nuevos títulos en la misma zona de dos mil cuadras cada uno, fechados el 9 y 11 de noviembre de 1649. La posesión les fue dada, en esta ocasión, por la primera autoridad regional Pedro de Mier Arce y Fernández Gallardo, que al igual que sus antecesores en el cargo, García de Neira y Amaya, era también terrateniente de Maule. Según los títulos indicados, al mediar el siglo XVII los antiguos jesuitas ya eran dueños de más de 5.500 cuadras de fértiles planos en Longaví, y a las anteriores habría que agregar otros terrenos de demasías de los títulos, de abundante y excelente montaña, situados hacia la parte oriental de los terrenos planos.

### Los Jesuitas y la hacienda Longaví
Por aquellos años los jesuitas realizaron variadas construcciones en la tierra longaviana, por lo general, sus edificios del siglo XVII se levantaron de empalizadas de barro y techos de paja, con una pequeña resistencia para soportar los vientos del invierno, las prolongadas lluvias y para evitar la ruina de sus construcciones de los movimientos sísmicos que sacudían periódicamente nuestro territorio. En sus diferentes propiedades tenían excelentes talleres en los que enseñaban a sus obreros y a los miembros de la comunidad campesina las primeras nociones de trabajos de artesanía lugareña, y si éstas ya existían, enseñaban a perfeccionar sus métodos. A comienzos del siglo XVIII contaban con buenos maestros albañiles y carpinteros para realizar sus construcciones, para tal objeto aprovechaban las nobles maderas de los bosques vírgenes que se conservaban en todo su esplendor. Poseían también obrajes de adobes y tejas, elementos tan primordiales para construir sus conventos, iglesias y otras dependencias.
En un suave lomaje construyeron una gran iglesia con su sacristía, junto a la misma tenían su convento y clausura de 17 varas de largo por 8 de ancho provisto de su respectivo corredor. Tenían además, una extensa casa de 53 varas de largo por 6 de ancho, también con corredor, y un galpón con su respectiva fragua en el que almacenaban sus productos. A dos cuadras de distancia de estas construcciones, que eran el centro activo de la hacienda, se levantaban dos molinos para la molienda del trigo que no sólo prestaba servicios para la propia hacienda, sino también a todos sus convecinos. Desgraciadamente, hoy ningún vestigio se conserva y es imposible saber detalles de los religiosos de la hacienda, sin embargo, se tiene registro de dos administradores: el padre Lorenzo Barros en 1716, y el padre Pascual Miranda en 1767, año de la expulsión de la orden. Como ya se dijo, no quedan vestigios materiales de la presencia de estos antiguos jesuitas, sin embargo, una gran piedra simbólica ubicada en la actual plaza de la comuna, recuerda el paso de los esforzados y abnegados religiosos por las tierras longavianas.

### Labor pastoral de los antiguos Jesuitas en estas tierras
Por el carácter misionero de los religiosos, desde el primer momento que llegaron a Longaví fueron eficaces colaboradores de los curas doctrineros de Loncomilla o de la Isla de Maule. La evangelización se desparramó por todo el territorio o jurisdicción parroquial, estaba dirigida tanto a los indígenas regionales como a satisfacer las necesidades espirituales de los miembros de la comunidad hispana radicados en la zona a contar del año 1600. En temporadas de verano y otoño los religiosos abandonaban su convento longaviano y marchaban a misionar a lejanos lugares del partido de Maule. Muchas veces aprovechaban las corrientes de los ríos y en frágiles embarcaciones se deslizaban corrientes abajo a determinados lugares maulinos con gran riesgo de sus propias vidas. A los Jesuitas longavianos no les amedrentaban los obstáculos o peligros, y dieron suficientes pruebas de ser hombres valientes en el fiel desempeño de su obra misional. En su iglesia longaviana administraban los sacramentos del bautismo y matrimonio de los habitantes entre los ríos Achibueno y Longaví, hay constancia en el archivo parroquial del Sagrario de Linares, a contar del año 1742. Fue tanta la fraternidad y afecto a los jesuitas en estas tierras, que los comarcanos pedían a sus deudos que a su muerte sus restos mortales fueran sepultados en la iglesia de la Compañía de Jesús de Longaví. Esta perfecta armonía entre religiosos y trabajadores lugareños, también se comprueba cuando estalló en Tomeco la sublevación indígena de 1655, en que los servidores indígenas de la hacienda no se plegaron junto a sus hermanos de raza en la acción devastadora del territorio comprendido entre los ríos Maule y Biobío, por el contrario, los indígenas labradores defendieron la tierra en que trabajaban, sus sembrados, sus animales y a los propios dueños de la hacienda.

### Primeros propietarios laicos de la hacienda Longaví
Luego de la expulsión de los jesuitas de Chile no se realizó venta de la hacienda debido a que los interesados no contaban con el capital necesario, es así que Agustín Prado y Rojas se adjudica por remate público, el arrendamiento de la hacienda desde los años 1768 a 1771.
Después del arrendamiento se efectuó la venta en una subasta pública realizada en Concepción, la hacienda fue adjudicada al talquino Ignacio Javier Zapata y Morales de la Cámara, en la cantidad de 85.000 pesos, y la posesión material se le dio el 14 de diciembre de 1777. El segundo propietario de la hacienda en las postrimerías del siglo XVIII fue José de Urrutia Mendiburu, acaudalado vecino de la ciudad de Concepción.

### Primeras subdivisiones territoriales de la hacienda
Hasta mediados del siglo XIX y antes de realizarse su primera gran división territorial, la hacienda Longaví era considerada como una de las pertenencias agrícolas más extensas de todas aquellas existentes en el Valle Central de Chile. En 1767 se estimaba que su superficie era cercana a las cien mil cuadras de terrenos de diferentes calidades, y se precisaba aún, que en vista de sus montañas muy abundantes de vegetales y la distancia y altura de los terrenos de cordillera, era muy difícil verificar su verdadera extensión. La primera gran hijuelación se realizó con anterioridad al año 1851, con ocasión del juicio de partición de bienes de la Comunidad Urrutia Manzano, fue efectuada por Agustín Méndez, agrimensor y exadministrador de la hacienda. De acuerdo al conocimiento que tenía de las tierras, procedió a dividir la hacienda en ocho grandes hijuelas que recibieron el nombre del número a que correspondía en el plano confeccionado con ese fin. Estas primeras subdivisiones y posteriores subdivisiones de la hacienda fueron las siguientes:
| Listado de hijuelas |
| --- |
| - Hijuela Primera de Longaví: Ubicada en la parte más poniente, contaba con una extensión de 9.293 cuadras (13.939.5 hectáreas). Posteriormente, en 1862 se realizó una nueva subdivisión a cargo del ingeniero Pascual Binimelis. Estas dos nuevas hijuelas tomaron los nombres de: Hijuela Primera de la Primera de Longaví, adjudicada a Antonia Urrutia Palacios, y la Hijuela Segunda de la Primera de Longaví, adjudicada en 1862 a Zacarías Urrutia. - Hijuela Segunda de Longaví: Contaba con una superficie original de 5.359 cuadras (8.038,5 hectáreas), algunas subdivisiones posteriores fueron: - A) Hijuela de don Francisco Javier Rozas Urrutia, que a la vez se subdividió en: - Hijuelas 1 y 2 - Hijuela 3. - Hijuela 4. - Hijuela 5. (Las Flores de Longaví) - Hijuela La Piedad (I). - Hijuela La Piedad (lI), Ubicada en el centro, y sector plano de la gran Hijuela Segunda de Longaví - Hijuela de Francisco Javier Rozas, (Las Rosas) - Hijuela Loma de Vásquez, donde otras subdivisiones posteriores dieron origen a : Hijuela Grande de Loma de Vásquez e Hijuela Primera del fundo Mogotes. - B) Hijuela de Mercedes Rozas Mendiburu. Posteriormente tomó el nombre de su dueña, Hijuela "Las Mercedes". Otras subdivisiones fueron: - Hijuela Primera de Las Mercedes - Hijuela Segunda. de Las Mercedes - Hijuela Tercera de Longaví: (Llamada también Matancilla) Originalmente los terrenos de plano tenían una superficie de 2.847 cuadras (4.270,5 hectáreas), y los terrenos en cerros cordilleranos tenían una extensión de 3.743 cuadras (5.614,5 hectáreas). - Hijuela Cuarta de Longaví: En sus inicios contaba con 6.075 cuadras (9.112,5 hectáreas), algunas subdivisiones posteriores: - Hijuela San Carlos de Longaví - Hijuela Cuarta de los Chorrillos - Hijuela Quinta de Longaví: originalmente tenía una superficie de 7.077 cuadras (10.615,5 hectáreas). - Hijuela Sexta de Longaví: En la partición de 1851, esta hijuela fue adjudicada a Mercedes Urrutia Manzano, esposa de Pedro Trujillo Zañartu, diputado y senador en varios períodos y ministro de Chile ante el gobierno del Perú. En 1869 tenía una superficie de 4000 cuadras de planos (6000 hectáreas) y 2400 cuadras (3600 hectáreas) de montaña y cordillera. Otras subdivisiones: - A) Hijuela N.º 1 del Centro. - Hijuela Primera del Tránsito - Hijuela Segunda del Tránsito - Hiiuela Tercera del Tránsito - Hjiuela Cuarta del Tránsito - B) Hijuela N.º 2 de la Sexta - Hijuela Séptima de Longaví: adjudicada a Juan de Dios Urrutia Mendiburu Manzano, la superficie que se indica en la partición de bienes de la Comunidad en 1851 fue de 6.448 cuadras (9.672 hectáreas), otras subdivisiones: - Hijuela Palacios y Chorrillos - Hijuela San José - Hijuela N.º Las Casas - Hijuela N.º 2 Jacal (I) - Hijuela N.º 3 Jacal (II) - Hijuela N.º 4 Las Lomas - Hijuela N.º 5 La Viña - Hijuela La Esperanza - Hijuela Octava Longaví: alcanzó en conjunto una superficie de 12 516 cuadras, al plano se le llamó Mesamávida y a la montaña y cordillera se denominó Vega de Las Casas. |

### En la guerra de independencia
Durante la guerra de la Independencia de Chile, la zona se vio afectada por la guerra a muerte entre las fuerzas del Ejército de Chile y las montoneras realistas. El 27 de noviembre de 1825, tuvo lugar en las cercanías de Longaví un sangriento combate entre un destacamento chileno de 60 dragones comandados por el teniente coronel Manuel Jordán Valdivieso y la montonera de los hermanos Pincheira. El enfrentamiento se saldó con la muerte de Jordán y 51 dragones, quienes se vieron envueltos y atacados por todos lados por fuerzas muy superiores de los Pincheira. El desastre chileno provocó gran alarma en los poblados situados al sur del río Cachapoal.

### Creación de la comuna
En 1891, con la creación de nuevas comunas, el territorio de Longaví quedó dentro de la comuna de Linares. Desde 1897 se empezó a planificar la población de la zona, siendo fundada oficialmente en 1904 la villa de Longaví.
Las demandas por fundar la comuna empezaron en la década de 1920, cuando un oriundo de la zona, Arturo Alessandri Palma, llegó a la Presidencia de la República. No sería sino hasta 1935 cuando existió un movimiento decidido a lograr la separación de Linares, mediante los vecinos del sector. Esta vez el objetivo se conseguiría, mediante la ley 5.963 de 1936, mientras que la municipalidad empezó a ejercer funciones en 1938.

## Medio ambiente

### Geomorfología y componentes abióticos

Trazado simplificado de los ecosistemas y cuerpos de agua presentes en la comuna de Longaví.

La comuna de Longaví se encuentra emplazada en las unidades geomorfológicas de Cordillera andina de retención crionival, Llano central fluvio-glacio-volcánico y Precordillera; y presenta según la clasificación climática de Köppen clima de tundra de lluvia invernal (ET (s)), clima mediterráneo de lluvia invernal (Csb), clima mediterráneo de lluvia invernal de altura (Csb (h)) y clima mediterráneo frío de lluvia invernal (Csc). Esta además se halla en la cuenca hidrográfica de río Maule. Además, la comuna posee diversos cuerpos de agua, entre los que se destacan la laguna Achibueno; y río Achibueno, río Blanco, río Liguay, río Longaví, río Los Baños, río Matadero y río Perquilauquen.

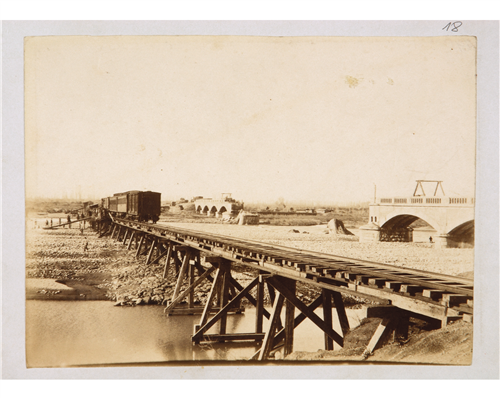
Puente ferroviario provisorio sobre el Río Longaví. Año 1900.

### Componentes bióticos
Dentro del territorio de la comuna se pueden hallar los siguientes ecosistemas:
- Bosque caducifolio mediterráneo andino donde predominan Nothofagus glauca y Nothofagus obliqua (Vulnerable)
- Bosque caducifolio mediterráneo-templado andino donde predominan Nothofagus alpina y Nothofagus obliqua (Vulnerable)
- Bosque caducifolio mediterráneo-templado andino donde predominan Austrocedrus chilensis y Nothofagus obliqua (Vulnerable)
- Bosque caducifolio mediterráneo-templado andino donde predominan Nothofagus pumilio y Nothofagus obliqua (Vulnerable)
- Bosque esclerófilo mediterráneo andino donde predominan Lithrea caustica y Lomatia hirsuta (Vulnerable)
- Bosque esclerófilo mediterráneo interior donde predominan Lithrea caustica y Peumus boldus (En peligro)
- Bosque espinoso mediterráneo interior donde predominan Acacia caven y Lithrea caustica (En peligro)
- Herbazal mediterráneo andino donde predominan Oxalis adenophylla y Pozoa coriacea (Vulnerable)
- Matorral bajo mediterráneo andino donde predominan Chuquiraga oppositifolia y Discaria articulata (Vulnerable)
- Matorral bajo mediterráneo andino donde predominan Laretia acaulis y Berberis empetrifolia (Preocupación menor)
- Zonas geográficas hinóspitas sin vegetación (Sin información)

### Medidas de protección ambiental y conflictos socioambientales
Hasta 2022, la comuna de Longaví cuenta con las siguientes zonas que poseen algún nivel de protección ambiental:
- Altos de Achibueno (Sitios Ley 19.300)[19]
- Bosques Nativos de Digua y Bullileo (Sitios Ley 19.300)[20]
- Cajón de Pejerreyes (Sitios ERB)[21]
- Santuario de la Naturaleza Cajón del Río Achibueno (Santuario de la Naturaleza)[22]
- Vegas de Ancoa (Sitios ERB)[23]

## Demografía
La comuna de Longaví abarca una superficie de 1453,83 km² y una población de 28 161 habitantes (INE 2002), correspondientes a un 2,82 % de la población total de la región y una den sidad de 19,37 hab/km². Del total de la población, 13 512 son mujeres (47,98 %) y 14 649 son hombres (52,02 %). Un 77,96% (21.955 háb.) corresponde a población rural, y un 22,04% (6.206 hábs.) corresponde a población urbana.
Uno de los principales pueblos de esta comuna corresponde a Miraflores, ubicado en la zona norte de la comuna, con una población de cerca de 3000 habitantes.
La población estimada para el censo de 2012 supera los 30 000 habitantes

### Configuración urbana
La ciudad de Longaví se encuentra ubicada al costado oriente de la Ruta 5 Panamericana, destacándose por ser una ciudad construida bajo la forma clásica de las ciudades coloniales, plano damero, en manzanas. Longaví tiene la particularidad de ser junto a Talca y una parte de Viña del Mar, las únicas ciudades chilenas en tener las calles numeradas según sus puntos cardinales. Habiendo seis manzanas desde poniente (costado de la Ruta 5 Sur) a oriente y alrededor de doce manzanas de norte (ribera sur del río Liguay al sur). En la última década la expansión de la ciudad se ha prolongado hacia el poniente, más allá del eje vial, formándose Villa Longaví. También hacia el suroriente de la ciudad se han construido una serie de conjuntos habitacionales. 
La plaza de Armas de Longaví, es el centro de la ciudad, en su lado este, se encuentran las dependencias de la Ilustre Municipalidad de Longaví, el teatro municipal y también la sucursal del Banco Estado. En su lado sur se encuentra la parroquia de San Lorenzo, dependiente de la diócesis de San Ambrosio de Linares.
Otros sitios importantes de la ciudad son el complejo deportivo municipal, ubicado en la calle 1 Sur, entre 2 y 3 Oriente, que cuenta con una piscina, gimnasio, canchas de tenis y de fútbol.

## Administración

### Municipalidad
En las Elecciones Municipales de octubre de 2024 resultó electo Jaime Briones Jorquera (PS) con el 50,6% de los votos, resultando elegido por primera vez en el cargo. Jaime Briones Jorquera es hijo del Exalcalde Mario Briones Araice, quien fuera alcalde de la comuna por tres periodos, su hijo siguió su legado político en la comuna de Longaví al presentarse dos veces como candidato, en el año 2021, donde no logró ser electo y ahora en el año 2024 donde se convirtió en el alcalde que más votación haya obtenido en una elección municipal en la comuna de Longaví. 
El actual concejo municipal año 2024-2028 está compuesto por seis concejales:
- Luis Quezada Villalobos (Ind./UDI) Electo en Primera Mayoría
- Walter Sánchez Vásquez (UDI)
- Patricia Ferrada Salinas (PR)
- Claudio Molina Barros (PR)
- Gonzalo Jara Reyes (PPD)
- Robin Araya Acevedo (PRCH)

### Representación parlamentaria
La comuna de Longaví, junto a las comunas de las provincias de Linares y Cauquenes, integran el distrito electoral N.º 18 de Diputados, y pertenece a la 9.ª circunscripción senatorial Maule.
Diputados
- Gustavo Benavente Vergara (UDI)
- Paula Labra Besserer (Ind./RN)
- Consuelo Veloso Ávila (RD)
- Jaime Naranjo Ortiz (PS)

Senadores
- Juan Antonio Coloma Correa (UDI)
- Juan Castro Prieto (PSC)
- Ximena Rincón González  (PDC)
- Paulina Vodanovic Rojas (PS)
- Rodrigo Galilea Vial (RN)

## Economía
En 2018, la cantidad de empresas registradas en Longaví fue de 373. El Índice de Complejidad Económica (ECI) en el mismo año fue de 0,0, mientras que las actividades económicas con mayor índice de Ventaja Comparativa Revelada (RCA) fueron Cultivo de Remolacha (187,43), Servicios en Cementerios (124,28) y Venta al por Mayor de Maquinaria Agrícola y Forestal (114,19).

## Servicios públicos

### Educación
Longaví cuenta con múltiples establecimientos educacionales públicos de Educación Básica y  Educación Media en el sector urbano y en varios sectores rurales de la comuna, así como también cuenta con distintos establecimientos de Educación Pre Básica y un Colegio de Administración delegada. A continuación se detallan todos los establecimientos educacionales de la comuna:
Establecimientos de Salas Cunas y Jardines Infantiles VTF
- Escuela de Párvulos Semillita
- Escuela de Lenguaje Antupirén
- Escuela de Lenguaje Palabras de Cristal
- Sala Cuna Mundo de Niños
- Sala Cuna y Jardín Infantil Gotas de Cristal
- Sala Cuna y Jardín Infantil Mis Primeros Pasos
- Jardín Infantil Pequeños Sueños
- Jardín Infantil Semilla de Vida
- Jardín Infantil Burbujitas de Colores
- Sala Cuna y Jardín Sueños Mágicos
- Jardín Infantil Mi Mundo Comienza Aquí
- Jardín Infantil Creciendo Feliz
- Sala Cuna Huellitas de Ternura

Establecimientos de Enseñanza Básica
- Escuela Juan de la Cruz Domínguez González
- Escuela Anselmo Tapia Loyola
- Escuela Luis Pereira Iñiguez
- Escuela Maria Tapia Méndez
- Escuela Carlos Montero Jaramillo
- Escuela Dominga Cuellar
- Escuela Roberto Opazo Gálvez
- Escuela Juan Muñoz Briones
- Escuela Onofre Vásquez Norambuena
- Escuela Roberto Muñoz Valdés
- Escuela Gabriela Mistral
- Escuela Paula Jaraquemada
- Escuela Cardenal José María Caro
- Escuela El Carmen
- Escuela Carlos Condell
- Escuela José Miguel Carrera
- Escuela Marcela Paz
- Escuela Francisco Urrutia Urrutia
- Escuela Manuel Rosas Aristía
- Escuela Sofía Vásquez Rebolledo
- Escuela Gabriel Benavente Benavente
- Escuela Ángel Cruchaga Santa María
- Escuela Pedro Alessandri Vargas
- Escuela Santiago Bueras Avaria
- Escuela Namberto Carrera Martínez

Establecimientos de Enseñanza Media
- Liceo Laura Urrutia Benavente
- Liceo Bicentenario Arturo Alessandri Palma

Establecimiento de Enseñanza Básica y Media de Administración Delegada
- Colegio Abate Molina de Longaví

Establecimiento de Enseñanza Especial Básica
- Colegio Especial Amanecer

## Cultura

### Semana Miraflorina
La semana miraflorina es una de las principales fiestas de la comuna y se celebra todos los años en el mes de febrero en el pueblo de Miraflores, fiesta organizada por el centro cultural Renacer. Esta fiesta se realiza desde 1989 y se disputa campeonatos de baby fútbol, tenis de mesa, rayuela entre otras actividades, culminando con una gran fiesta. Este gran evento congrega a cientos de personas quienes disfrutan del verano en Miraflores y sus alrededores.

## Personas ilustres

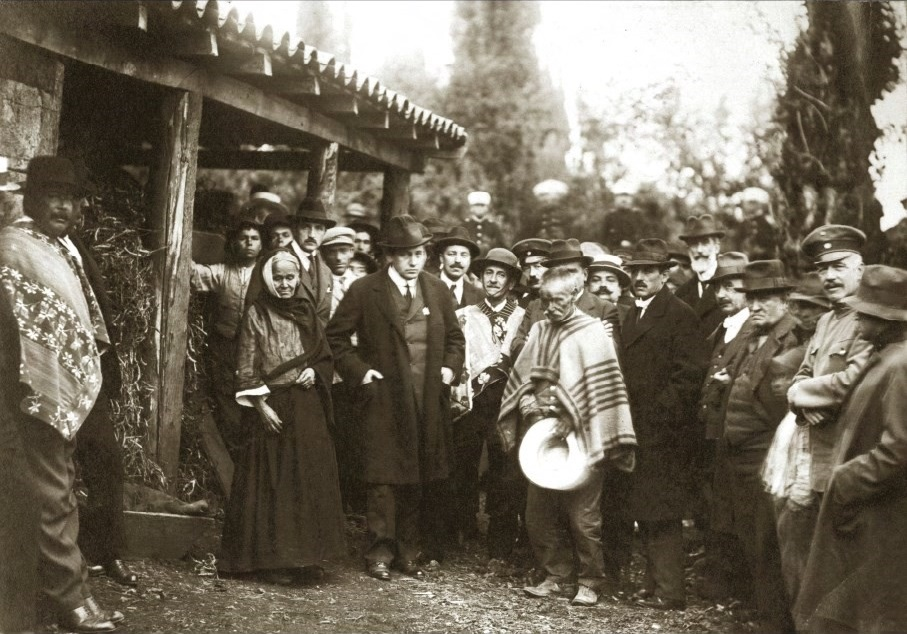
Arturo Alessandri junto a campesinos y autoridades de su tierra natal de Longaví.

- Arturo Alessandri Palma: político y dos veces presidente de Chile.
- Los Hermanos Campos: folcloristas nacionales compuestos por Eleodoro y Marcial Campos, quienes cuentan con más de 60 años de canto y más de 1000 cuecas grabadas.
- Claudio Reyes: actor, conocido popularmente como Charly Badulaque.
- Iván Fuentes: sindicalista y Ex Diputado de la República de Chile por el distrito 59.
- Julio Parada Benavente: abogado precursor y docente de la Universidad de Concepción.
- Roberto Parada Rietche: actor de teatro y cine (en la película Ardiente paciencia personifica a Pablo Neruda)
- Iván Morales Bravo: jugador de fútbol posicionado como delantero centro en Colo Colo.